# Lawrance Aero Engine Company

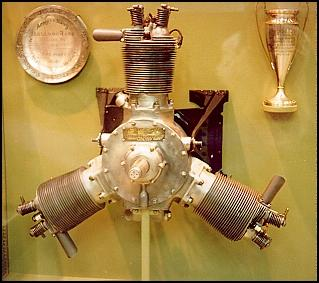
Lawrance L-4S

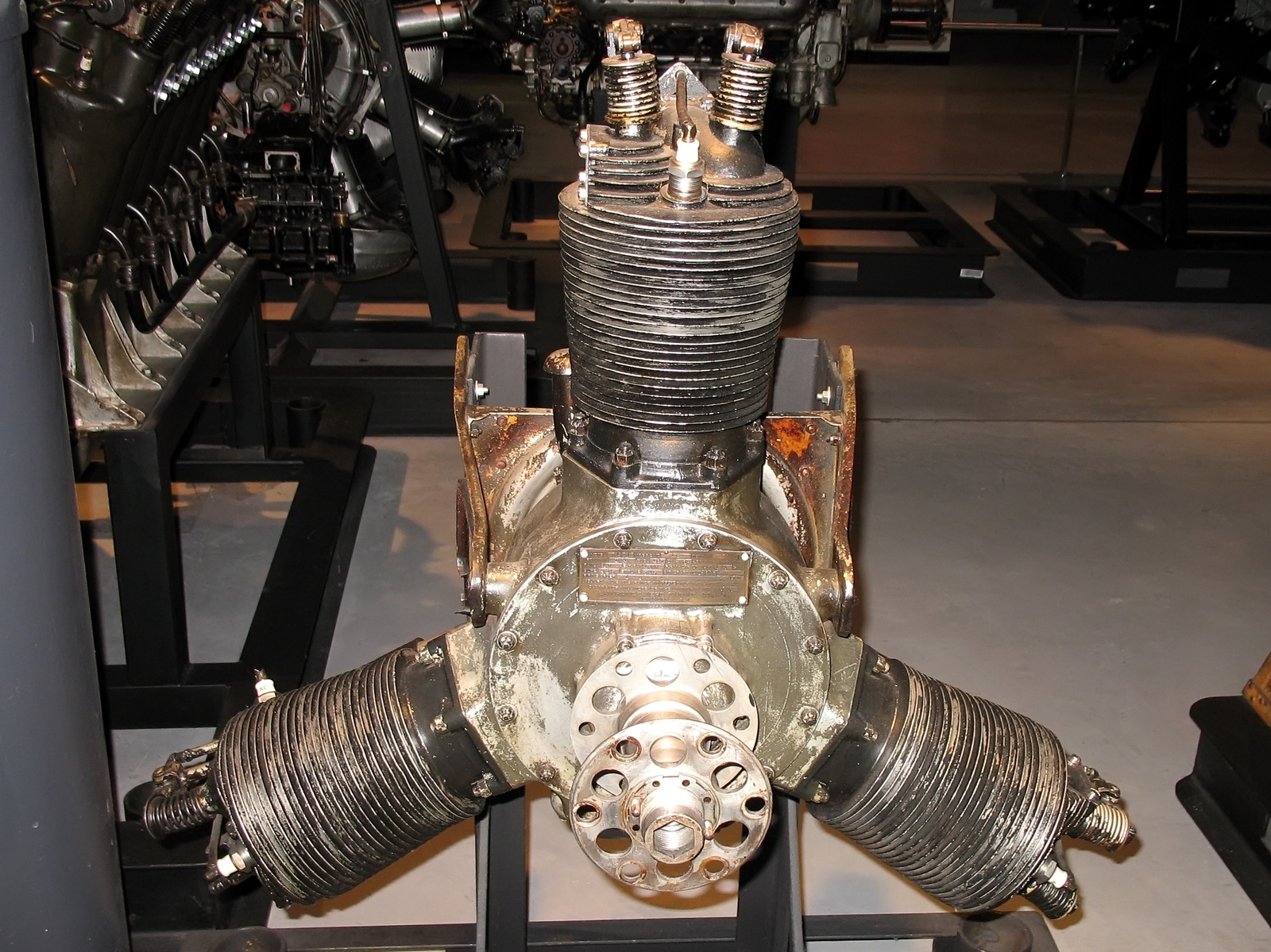
Lawrance L-3

Die Lawrance Aero Engine Company war ein US-amerikanischer Hersteller von Flugzeugmotoren. Gegründet vom Motorenpionier Charles Lawrance, baute das Unternehmen einen der ersten erfolgreichen, luftgekühlten Sternmotoren. Nur fünf Jahre nach Gründung wurde es von Wright Aeronautical aufgekauft, das als wesentlich größeres Unternehmen weit besser in der Lage war, die von Lawrance entwickelten Sternmotoren in großen Stückzahlen zu produzieren.

## Geschichte
Die Lawrance Aero Engine Company wurde 1917 gegründet. Nach dem Ende des Ersten Weltkriegs arbeiteten die Ingenieure von Lawrance daran, aus ihrem Y-Motor L-1 einen Neunzylindersternmotor zu entwickeln. Aus diesen Bemühungen entstand der Lawrance J-1 mit einer Leistung von 200 PS (147 kW). Er war der beste US-amerikanische, luftgekühlte Motor zu dieser Zeit und bestand seinen Fünfzigstundentest im Jahr 1922.
Die United States Navy war zu dieser Zeit sehr an luftgekühlten Sternmotoren interessiert, bezweifelte aber, dass Lawrance eine ausreichende Stückzahl an Motoren produzieren könne. Daher brachte die Navy Wright Aeronautical dazu, die Lawrance Aero Engine Company aufzukaufen und den J-1-Motor selbst zu bauen. Im Mai 1923 kauft Wright Lawrance und entwickelte aus dem J-1 die Motoren J-5, J-6 und R-795.

## Produkte
- Lawrance A-3
- Lawrance C-2
- Lawrance J-1
- Lawrance J-2
- Lawrance L-1
- Lawrance L-2
- Lawrance L-3
- Lawrance L-4
- Lawrance L-5